# Завіто-Ленінська сільська рада
Заві́то-Ле́нінська сільська́ ра́да — адміністративно-територіальна одиниця та орган місцевого самоврядування у Джанкойському районі Автономної Республіки Крим. Адміністративний центр — село Завіт-Ленінський.

## Загальні відомості
- Населення ради: 4 580 осіб (станом на 2001 рік)

## Населені пункти
Сільській раді були підпорядковані населені пункти:
- с. Завіт-Ленінський
- с. Зелений Яр
- с. Мартинівка
- с. Мілководне
- с. Пушкіне
- с. Солонцеве

## Склад ради
Рада складалася з 20 депутатів та голови.
- Голова ради: Никифоров Володимир Юрійович
- Секретар ради: Климашевська Ніна Олександрівна

### Керівний склад попередніх скликань
| Прізвище, ім'я, по батькові  | Основні відомості                                                                      | Дата обрання | Дата звільнення |
| ---------------------------- | -------------------------------------------------------------------------------------- | ------------ | --------------- |
| Бетін Микола Іванович        | Сільський голова, 1946 року народження, член Всеукраїнського об'єднання «Батьківщина»  | 26.03.2006   | 26.05.2010      |
| Никифоров Володимир Юрійович | Сільський голова, 1970 року народження, освіта вища, член Демократичної партії України | 31.10.2010   |                 |

Примітка: таблиця складена за даними сайту Верховної Ради України

### Депутати
За результатами місцевих виборів 2010 року депутатами ради стали:

#### За суб'єктами висування
| Суб'єкт висування           | Кількість обраних депутатів | %  |
| --------------------------- | --------------------------- | -- |
| Партія регіонів             | 15                          | 75 |
| Самовисування               | 3                           | 15 |
| Демократична партія України | 2                           | 10 |

#### За округами
| № округу                    | Прізвище, ім'я, по батькові      | Дата визнання обраним | Освіта             | Партійна приналежність            | Відомості про обраного депутата                               |
| --------------------------- | -------------------------------- | --------------------- | ------------------ | --------------------------------- | ------------------------------------------------------------- |
| Демократична партія України |                                  |                       |                    |                                   |                                                               |
| 4                           | Загоруйко Руслана Олександрівна  | 09.11.2010            | середня            | член Демократичної партії України | тимчасово не працює                                           |
| 19                          | Чабан Світлана Іванівна          | 09.11.2010            | середня            | член Демократичної партії України | ПП «Лотос», продавець                                         |
| Партія регіонів             |                                  |                       |                    |                                   |                                                               |
| 1                           | Скулова Тетяна Михайлівна        | 09.11.2010            | середня            | член Партії регіонів              | СКП «Адоніс», контролер                                       |
| 2                           | Климашевська Ніна Олександрівна  | 09.11.2010            | середня спеціальна | член Партії регіонів              | Завіто-Ленінська сільська рада, секретар                      |
| 3                           | Олійник Ніна Аркадіївна          | 09.11.2010            | середня спеціальна | позапартійна                      | приватний підприємець                                         |
| 5                           | Кобаль Раїса Григорівна          | 09.11.2010            | середня спеціальна | член Партії регіонів              | СКП «Адоніс», бухгалтер                                       |
| 6                           | Сорбутова Тетяна Сергіївна       | 09.11.2010            | середня спеціальна | член Партії регіонів              | СКП «Адоніс», домоуправ                                       |
| 7                           | Попов Олег Васильович            | 09.11.2010            | середня спеціальна | позапартійний                     | пенсіонер                                                     |
| 8                           | Яковлева Ніна Григорівна         | 09.11.2010            | середня спеціальна | член Партії регіонів              | Завіто-Ленінська загальноосвітня школа І-ІІІ ст., вчитель     |
| 9                           | Дегтярьова Ольга Анатоліївна     | 09.11.2010            | середня спеціальна | позапартійна                      | Завіто-Ленінська сільська рада, інспектор з соціальних виплат |
| 10                          | Старіков Олександр Володимирович | 09.11.2010            | вища               | член Партії регіонів              | Завіто-Ленінська сільська рада, іспектор з охорони праці      |
| 12                          | Демиденко Інна Анатоліївна       | 09.11.2010            | вища               | позапартійна                      | Завіто-Ленінська загальноосвітня школа І-ІІІ ст., вчитель     |
| 13                          | Стрюк Світлана Іванівна          | 09.11.2010            | середня спеціальна | член Партії регіонів              | Завіто-Ленінська сільська рада, завідувачка ВОБ               |
| 15                          | Мязін Сергій Олексійович         | 09.11.2010            | середня спеціальна | член Партії регіонів              | СКП «Адоніс», директор                                        |
| 17                          | Жовтюк Наталія Леонтіївна        | 09.11.2010            | вища               | позапартійна                      | Мартинівська загальноосвітня школа І-ІІ ст., вчитель          |
| 18                          | Ізмаілова Ліля Белялівна         | 09.11.2010            | середня спеціальна | позапартійна                      | Мартинівський фельдшерсько-акушерський пункт, завідувачка     |
| 20                          | Доліда Євген Всильович           | 09.11.2010            | середня            | позапартійний                     | пенсіонер                                                     |
| Самовисування               |                                  |                       |                    |                                   |                                                               |
| 11                          | Ільюшкіна Олена Вячеславівна     | 20.08.2012            | середня            | член Партії регіонів              | пенсіонерка                                                   |
| 14                          | Ковальчук Валерій Григорович     | 20.08.2012            | середня            | позапартійний                     | приватний підприємець                                         |
| 16                          | Білалов Шукрій Аккійович         | 09.11.2010            | вища               | позапартійний                     | Завіто-Ленінська сільська рада, землевпорядник                |